# Niedernzell
Niedernzell ist ein Weiler der Gemeinde Gutenzell-Hürbel im Landkreis Biberach in Oberschwaben.

## Lage
Niedernzell liegt auf der rechten Seite des Rottals im östlichen höheren Teil der Schotterterrassen- und Plattenlandschaft der Unteren Riß und Iller, die unter dem Namen Holzstöcke im Naturraum der Donau-Iller-Lech.Platte zusammengefasst wird. Durch den Weiler fließt der Wasenstichgraben welcher Rund 1,8 km östlich seine Quelle hat, und der Ilgenweiherbach fließt rund 500 m südlich an Niedernzell vorbei, beide sind Zuflüsse der Rot. Die Kreisstraße 7580, von Gutenzell kommend, verbindet Niedernzell mit Schwendi. In Niedernzell befinden sich auch Reste der im 13. Jahrhundert zerstörten Burg Ametshausen.

## Geschichte
Die Entstehung des Weilers ist ungeklärt. Im Jahre 1449 taucht der Name als „Nydernzelle“ in den Dokumenten des benachbarten Damenstifts Gutenzell (1238 „Cella Die“, 1267 „Bona Cella“) auf. Im Spätmittelalter bestand Niedernzell aus einem Einzelhof. 1701 befanden sich auf der Gemarkung vier Leiblehen-Höfe mit 70–80 Jauchert und ein Hof mit 40 Jauchert. Während der Regierungszeit von Äbtissin Maria Alexandra Zimmermann (1759–1776), Tochter des kurbayerischen Stuckateurs und Baumeisters Dominikus Zimmermann erhielt das Kloster von der Oberen Landvogtei Schwaben die Blutgerichtsbarkeit. In diesem Blutgerichtsbezirk ist Niedernzell, neben Bollsberg, Dissenhausen, Weitenbühl und Huggenlaubach vermerkt. 1806 wurde Niedernzell in das Königreich Württemberg eingegliedert. Seit 1975 gehört der Weiler zur Doppelgemeinde Gutenzell-Hürbel.

### Wirtschaft
Prägendes Gewerbe in Niedernzell ist die Landwirtschaft. Die nach der Jahrtausendwende entstandenen Biogasanlagen einzelner Landwirte in Niedernzell decken den Elektrizitätsbedarf von über 300 Haushalten.

### Bauwerke
Die Wendelinuskapelle St. Wendelin wurde im Auftrag des Klosters im Jahre 1746, während der Amtszeit von Maria Bernarda von Donnersberg (1718–1747) errichtet. Das einfache biberschwanzgedeckte Langhaus endet in einem Dreiachtelchorschluss. Über dem nicht geosteten Eingangsportal befindet sich ein oktogonaler Dachreiter mit Zwiebelhaube. In den vier Schallöffnungen befinden sich Glocken aber keine Turmuhr. Im Innenraum ist ein Barockgestühl und ein Christus an der Martersäule aus dem 18. Jahrhundert. Der Altar enthält eine plastische Darstellung der Heiligen Familie mit Gottvater, um den sich Engel und Putten scharen.

### Regelmäßige Veranstaltungen
Der Wendelinusritt ist eine Reiterprozession zur Wendelinuskapelle, die jährlich am dritten Sonntag im September mit bis zu 800 Prozessionsreitern in bis zu siebenundzwanzig Blutreitergruppen und acht Musikkapellen und Fanfarenzügen stattfindet. Sie wurde 1947 vom damaligen Ortspfarrer von Gutenzell Erwin Sonntag wiederbelebt. Er überbrachte vom Grabmal des Heiligen Wendelin, der Wendalinusbasilika in St. Wendel eine Wendelinusreliquie. Die Prozession ist nach den Blutritten in Weingarten und Bad Wurzach die drittgrößte Reiterprozession in Oberschwaben.